# Ian Collins
Ian Glen Collins est un joueur britannique de tennis et de Cricket né à Glasgow le 23 avril 1903 et décédé le 20 mars 1975 à Glasgow.

## Carrière
Il a joué au cricket dans l'équipe d'Écosse en 1925.
Finaliste en double (1929) et en mixte (1929 et 1931) à Wimbledon. 1/8 en simple (1931), perd contre Henry Austin. En 1932 il bat Henri Cochet tête de série no 1.
Finaliste en double à l'Open d'Australie 1929.
En Coupe Davis il joue 6 doubles qu'il remporte en 1929 et 1930. Un match remporté 6-0, 6-0, 6-0 contre la paire polonaise Ignacy Tłoczyński / Przemysław Warmiński.
1/2 finale au Queen's et au Championnat d'Écosse à Peebles.